# Bernhard Falk (Politiker)

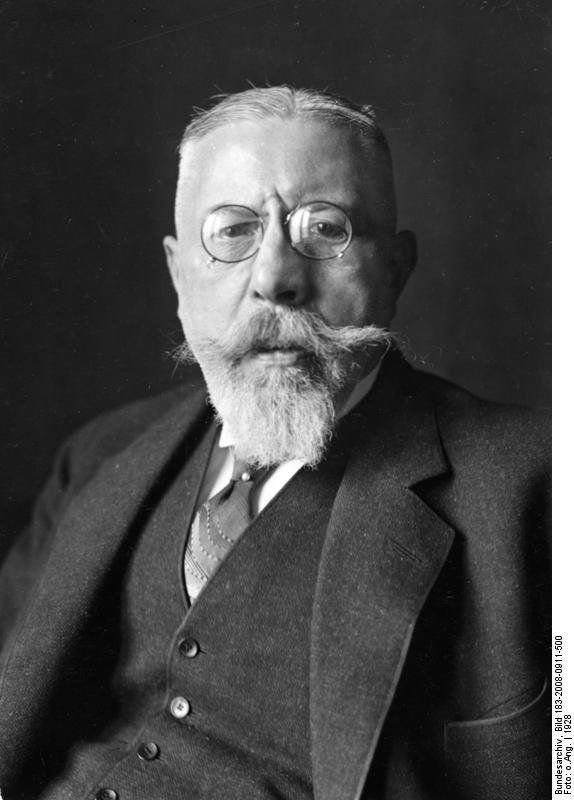
Bernhard Falk (1928)

Bernhard Selmar Falk (geboren 26. März 1867 in Bergheim; gestorben 23. Dezember 1944 in Brüssel) war ein Kölner Rechtsanwalt, Justizrat und deutscher Politiker der DDP.

## Familie
Bernhard Falk war der Sohn des Metzgers Salomon Falk und der Rosa Berend. Er heiratete 1894 Else Wahl (geb. 25. April 1872), Tochter des Bankiers Hermann Wahl und dessen Frau aus Barmen. Die Familie lebte ab 1898 in Köln. Das Ehepaar hatte vier Söhne. Der älteste Sohn Alfred fiel 1917 als Fliegeroffizier; der zweite Sohn Fritz Falk (geb. 1898), Rechtsanwalt am Oberlandesgericht Düsseldorf, beging am 11. September 1933 Suizid. Sohn Ernst H. Falk (geb. 26. August 1901; gest. 1978) floh mit seinen Eltern 1939 zunächst nach Belgien und 1940 über Frankreich nach Brasilien; sein Bruder Hermann J. (geb. 20. Mai 1905) emigrierte 1932 nach Australien. Nach 1945 zog die verwitwete Else Falk zu ihrem Sohn nach Sao Paulo. Dort starb sie im Januar 1956.

## Leben und Beruf
Bernhard Falk war jüdischen Glaubens und studierte nach dem Abitur 1885 auf dem Apostelgymnasium in Köln Rechtswissenschaften in Bonn und München. Das Referendarexamen bestand er am 29. September 1888. Nach der zweiten juristischen Staatsprüfung folgte im Mai 1893 die Ernennung zum Gerichtsassessor. Seit Juli 1893 war Bernhard Falk als Rechtsanwalt am Amts- und Landgericht in Elberfeld und an der Kammer für Handelssachen in Barmen zugelassen. Am 1. Mai 1898 wechselte er an das Oberlandesgericht Köln. Im Ersten Weltkrieg war er Hauptmann der Landwehr und ein Jahr Adjutant des Kreischefs von Bastogne. 1912 wurde ihm der Titel Justizrat verliehen.
Nach der Machtergreifung der Nationalsozialisten und dem Gesetz über die Zulassung zur Rechtsanwaltschaft vom 7. April 1933 konnte Bernhard Falk erst nach zwei Eingaben (am 8. April und am 3. Mai 1933) als ehemaliger Frontkämpfer und Vater eines im Weltkrieg gefallenen Sohnes in seinem Beruf verbleiben. Nach dem Tode Hindenburgs wurde ihm zum 30. November 1938, nach der Fünften Verordnung vom 27. September 1938, die Zulassung endgültig entzogen. In der „Reichspogromnacht“ wurde seine Wohnung von SA-Männern verwüstet. Danach sah sich Bernhard Falk gezwungen, Deutschland zu verlassen. Im April 1939 emigrierte er mit seiner Frau nach Brüssel. Dort fanden sie in der Rue Beffrai 41 Zuflucht bei einem befreundeten Kölner Richter und Offizier. Eine Auswanderung in die Schweiz wurde von Berliner Behörden verhindert. Bernhard Falk starb am 23. Dezember 1944 in Brüssel.

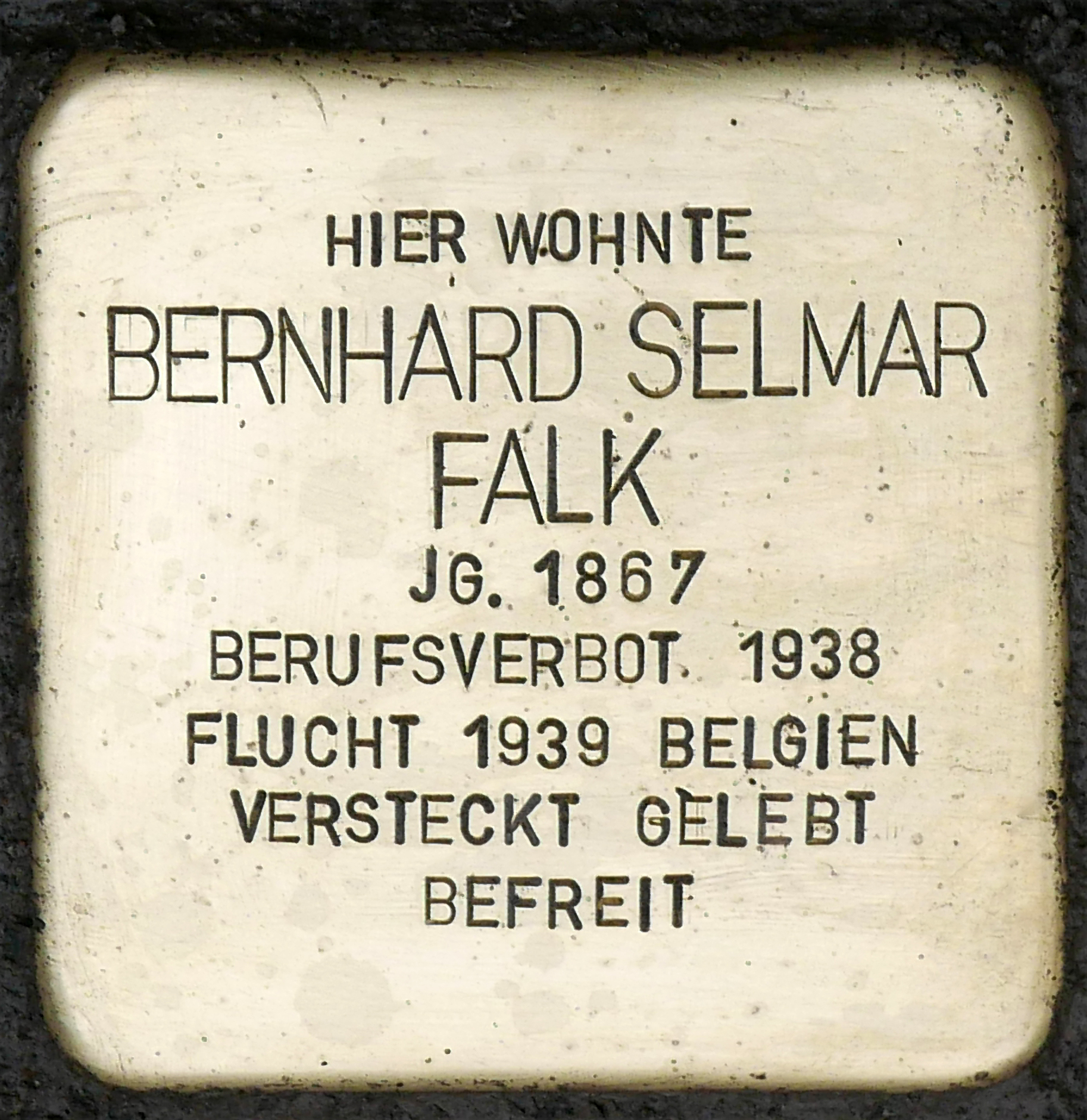
Stolperstein für Bernhard Falk, Köln-Bayenthal; Novalisstraße 2

In Köln-Longerich wurde am 14. April 1957 die Bernhard-Falk-Straße nach ihm benannt. Am 5. Oktober 2020 verlegte Gunter Demnig vor dem langjährigen Wohnsitz der Familie Falk in Köln-Bayenthal – initiiert von der Sektion Rheinland-Köln des Deutschen Alpenvereins – Stolpersteine zur Erinnerung an Bernhard Falk, seine Frau Else und seinen Sohn Ernst Hermann.

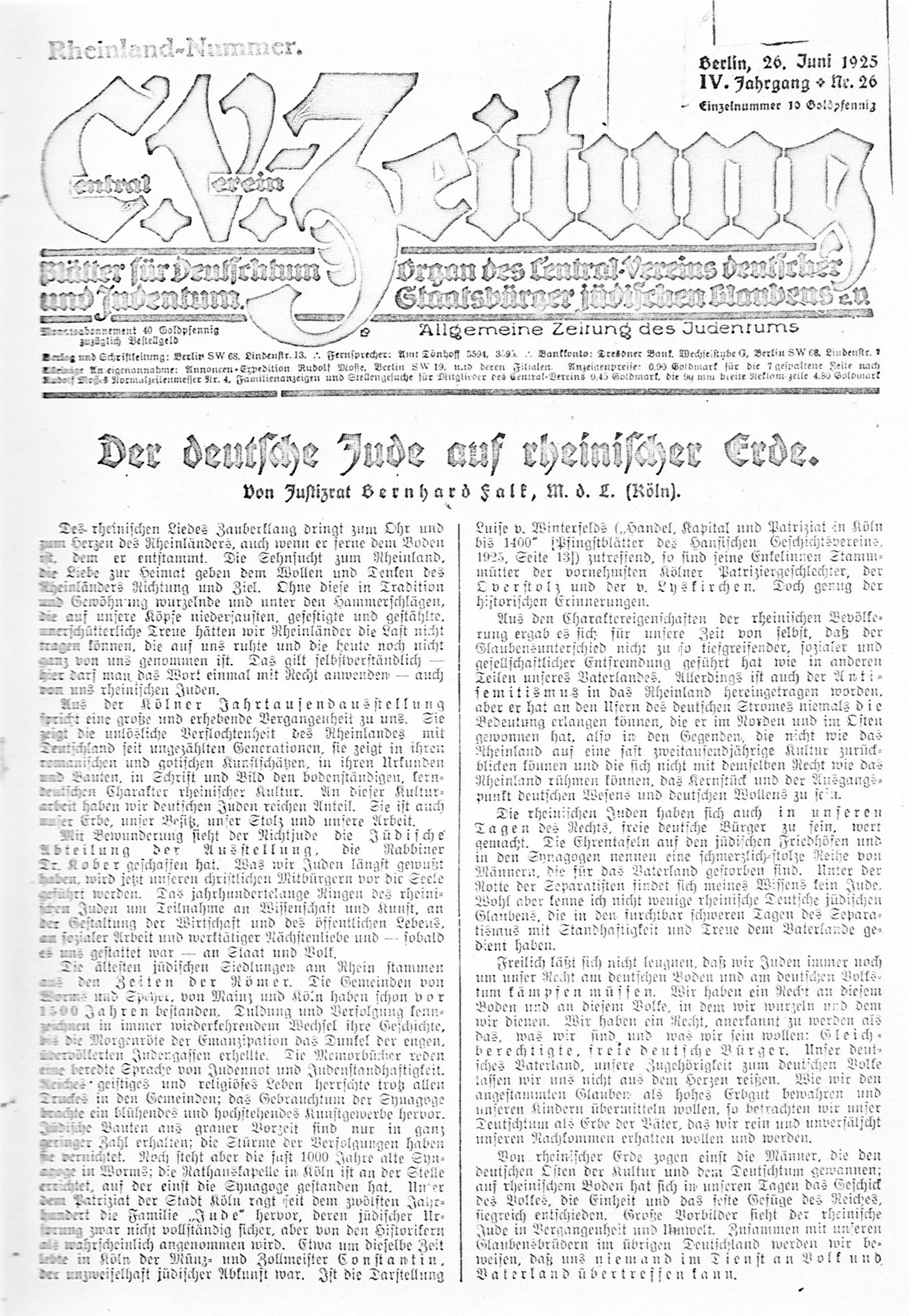
CV-Zeitung, IV. Jahrgang, Ausgabe Nr. 26 vom 26. Juni 1925

## Politische Betätigung
In seiner Jugend war Bernhard Falk in der Nationalliberalen Partei aktiv. 1918 wurde er Mitglied der linksliberalen DDP. Von 1908 bis 1930 war Falk Stadtverordneter in Köln, wo er seit 1916 Vorsitzender der linksliberalen Fraktion war. Von 1920 bis 1924 war er auch Mitglied im Provinziallandtag der Rheinprovinz. Seit der Wahl zur Deutschen Nationalversammlung am 19. Januar 1919 gehörte er der Weimarer Nationalversammlung, bis zu deren Ende 1920, an. Von 1924 bis 1932 war er Abgeordneter des Preußischen Landtages, wo er Vorsitzender der DDP-Fraktion war. Bernhard Falk gehörte dem Vorstand des Preußischen Städtetages an und war Geschäftsführer der Kölner Synagogengemeinde. Als patriotischer, deutscher Jude gehörte er zum Hauptvorstand des Central-Verein deutscher Staatsbürger jüdischen Glaubens. Anlässlich der Kölner Jahrtausendausstellung 1925, in den Kölner Messehallen zur „tausendjährigen Zugehörigkeit der Rheinlande zum Deutschen Reich“, veröffentlichte Bernhard Falk den Leitartikel in der CV-Zeitung mit dem Titel Der deutsche Jude auf Rheinischer Erde.

## Schriften (Auswahl)
- Bernhard Falk (1867–1944). Erinnerungen eines liberalen Politikers. Eingel. und bearb. von Volker Stalmann, Droste, Düsseldorf 2012.